# Albert Droesbeke
Albert Droesbeke (Schaarbeek, 7 oktober 1896 - Brussel, 2 december 1929) was een Vlaamse kunstschilder en houtsnijwerker. Hij was tevens aquarellist, gouachist en dichter. Zijn stijl wordt gerekend tot het expressionisme met trekjes van het kubisme. Hij had zijn atelier in zijn woonst, Kruisboogstraat in Bosvoorde bij Brussel.

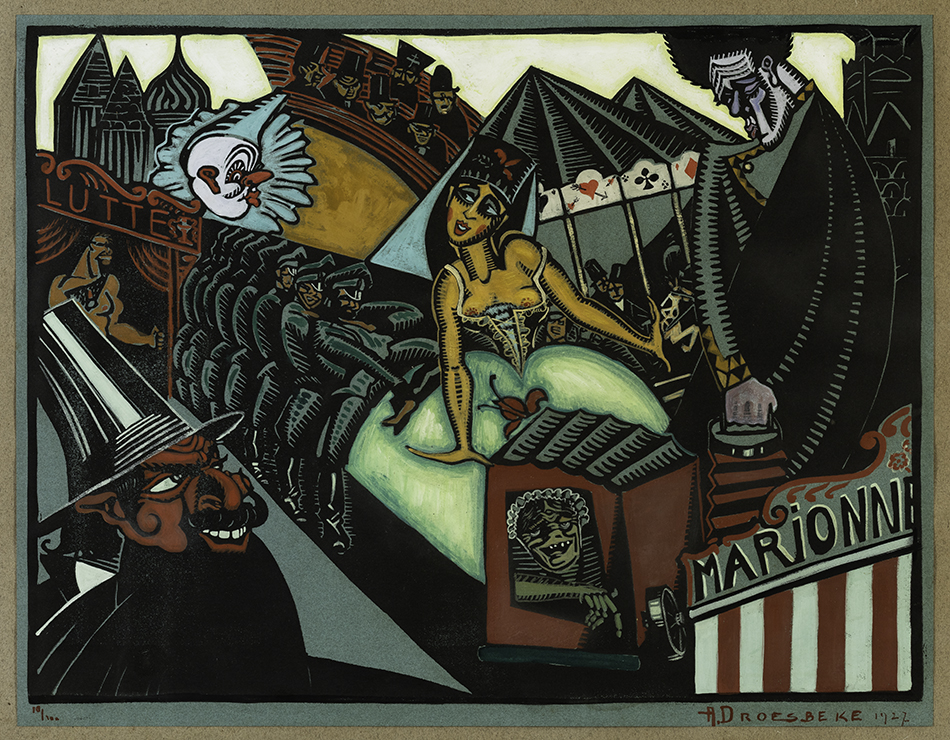
Petrouchka-Droesbeke

## Biografie
Zijn vader kwam uit Gent, zijn moeder was afkomstig uit Frankrijk. Tijdens zijn jeugd bekwaamde hij zich in  de schilderkunst, terwijl hij de dichters, de filosofen en de muziek bestudeerde.
Na een aantal tekenscholen te hebben bezocht, ging hij op 16-jarige leeftijd naar de Kunstacademie van Brussel om de beeldhouwkunst te leren, maar bij het begin van de Eerste Wereldoorlog werd de klas gesloten, bij gebrek aan steenkool. Dan verhuist hij naar de klas van Montald.
Tijdens zijn legerdienst, in het Kamp van Beverloo, toen hij op wacht stond, vergat men hem tijdig af te lossen en hij viel in slaap in de druipende regen. Toen hij de volgende ochtend wakker werd, was hij letterlijk krom van het reuma, met blijvende gevolgen aan het hart.
In navolging van Matisse en anderen, ging hij zich in 1927 met zijn gezin vestigen in Collioure in het Franse Catalonië. In 1929 stortte hij in elkaar in de Brusselse Koningsstraat en overleed dezelfde dag aan een hartinfarct. Hij was 33 jaar oud.

## Internationale doorbraak
Zoals vele in Brussel gevestigde Vlamingen uit zijn tijd, sprak Albert Droesbeke geen woord Nederlands. De romanschrijver Theo Bogaerts die de gewoonte had zijn werken te laten illustreren door bekende houtsnijwerkers, had het werk van Droesbeke gezien en wilde door hem zijn roman "Het oog op de heuvel" laten illustreren.
Droesbeke aanvaardde onmiddellijk en liet zich een aantal passages door de schrijver vertalen. Toen het boek in 1928 verscheen, werd Droesbeke meteen ook bekend in Nederlands-Indië en Zuid-Afrika.

## Bewaarde kunstwerken
Veel van zijn schilderijen zijn vernietigd.
Een deel is nog in privébezit en sommige werden door overheidsinstanties aangekocht, onder meer:
- De baai van Collioure (patrimonium van de gemeente Watermaal-Bosvoorde)
- De Processie (Museum voor Moderne Kunst te Brussel)

## Eigen publicaties
- Verschillende portfolio's met linosneden.
- Les Cimes Sont Trop Hautes, Roman, Paris, le Dauphin, 1952, 290p.
- Clochers et horizons.

## Door hem geïllustreerd
- Theo Bogaerts: Het oog op den heuvel, met zes houtsneden van Albert Droesbeke, 1e editie, Amsterdam, De Spieghel, 1928. Tweede goedkope druk, met vijf houtsneden van Albert Droesbeke, Amsterdam/Mechelen, De Spieghel/Het Kompas, 1931